# Musca lanio
Musca lanio este o specie de muște din genul Musca, familia Muscidae. A fost descrisă pentru prima dată de Georg Wolfgang Franz Panzer în anul 1798.
Este endemică în Austria. Conform Catalogue of Life specia Musca lanio nu are subspecii cunoscute.